# Avenue Jules-Rimet
L’avenue Jules-Rimet est une voie de la ville de Saint-Denis, dans le quartier du Stade de France.

## Situation et accès
Orientée nord/sud, cette voie relie la rue Henri-Delaunay à la rue de Brennus et jouxte le Stade de France. La chaussée est implantée sur la dalle du Stade de France, nettement surélevée par rapport au sol nature. Elle constitue la principale rue commerçante de ce quartier de La Plaine Saint-Denis, l'on y trouve plusieurs restaurants ainsi que grandes enseignes de divertissement et d'équipement.

## Origine du nom
Cette rue porte le nom de Jules Rimet (1873-1956), ancien dirigeant du football français et initiateur de la Coupe du Monde.

## Historique
La rue fut aménagée en même temps que le stade, sur l'emplacement de l'ancienne usine à gaz du Cornillon.

## Bâtiments remarquables et lieux de mémoire
- Stade de France
- Immeuble Le Mondial : Siège de l'établissement public territorial Plaine Commune